# Graßdorf (Taucha)
Graßdorf ist ein Gemeindeteil der sächsischen Stadt Taucha im Landkreis Nordsachsen.

## Geografie

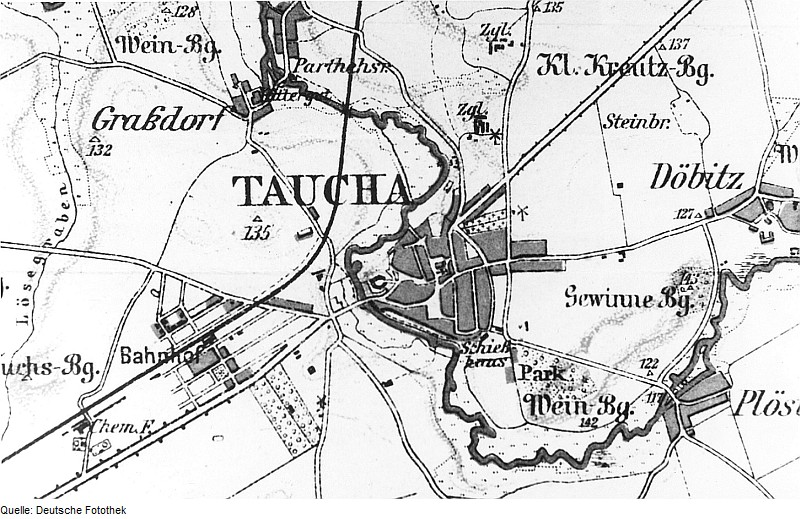
Graßdorf auf einer Karte von 1906

Graßdorf liegt etwa 1 Kilometer nordwestlich des Stadtzentrums von Taucha. Nordwestlich der Ortslage verläuft von Süd nach Nord die Parthe.
Nachbarorte von Graßdorf sind Cradefeld im Nordosten, Dewitz/Döbitz im Osten, Taucha in Südost, Süd und Südwest, Portitz im Westen sowie Seegeritz im Nordwesten.

## Geschichte

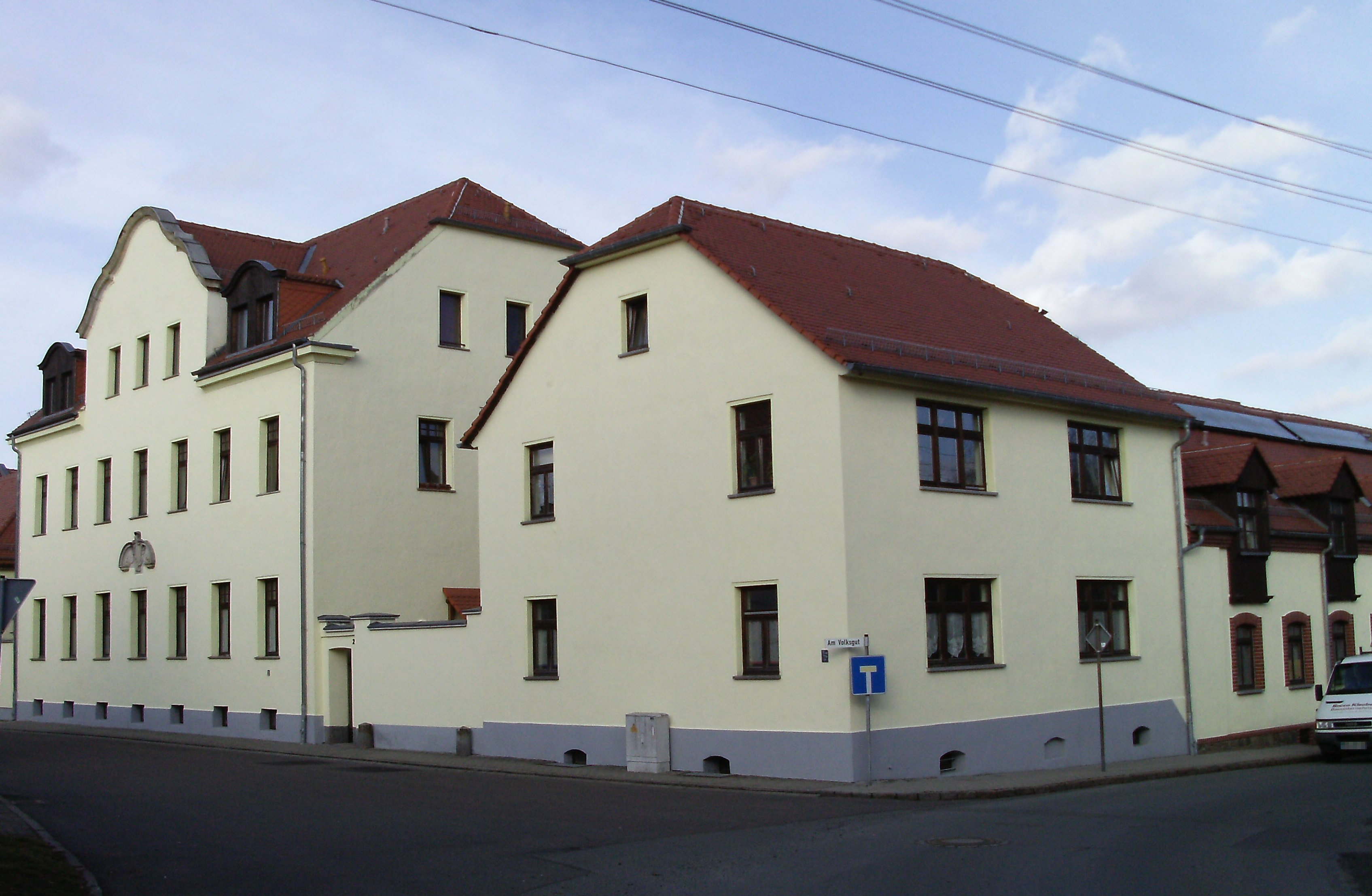
Ein Teil des Gutes Graßdorf

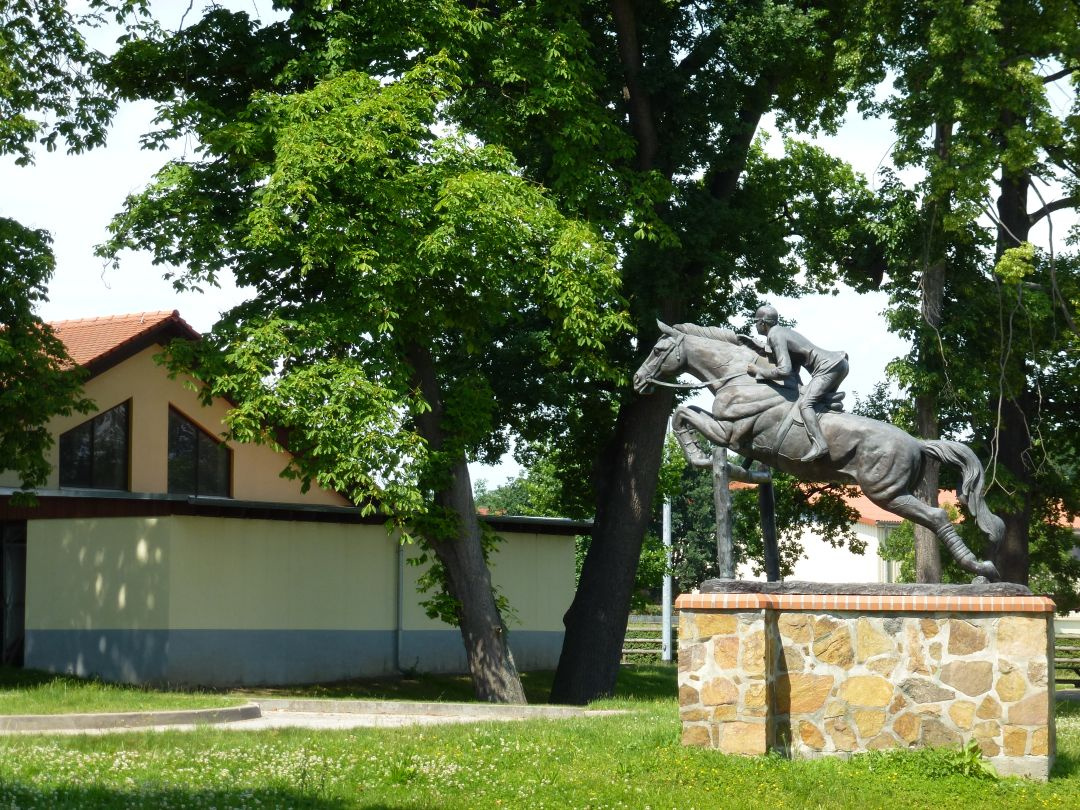
Plastik im Gut Graßdorf

Die erste belegte Ortsnamenform datiert von 1350 als Grabisdorf bzw. Grabsdorf. 1445 war ein Rittersitz am Ort benannt, 1551 erhielt er die Bezeichnung Rittergut. Heute wird auf dem Gut eine Pferdewirtschaft betrieben.
August Schumann nennt 1816 im Staats-, Post- und Zeitungslexikon von Sachsen Graßdorf betreffend u. a.: 

„[…], nahe bei Taucha, am linken Ufer der Parde gelegen. Es hat 9 Magaz. Hufen und besitzt auch die Dörfer Gradefeld und Portitz. Das Gut gehört dem Leipziger Stadtrathe und ist nach Taucha eingepfarrt.“

Graßdorf lag bis 1856 im kursächsischen bzw. königlich-sächsischen Kreisamt Leipzig. Ab 1856 gehörte der Ort zum Gerichtsamt Taucha und ab 1875 zur Amtshauptmannschaft Leipzig. 1934 wurde Graßdorf nach Taucha eingemeindet.

## Entwicklung der Einwohnerzahl
| Jahr | Einwohnerzahl                         |
| ---- | ------------------------------------- |
| 1551 | 10 besessene Mann, 6 Inwohner         |
| 1764 | 13 besessene Mann, 5 Häusler, 9 Hufen |
| 1834 | 88                                    |

| Jahr | Einwohnerzahl |
| ---- | ------------- |
| 1871 | 98            |
| 1890 | 110           |
| 1910 | 159           |

| Jahr | Einwohnerzahl |
| ---- | ------------- |
| 1925 | 160           |

## Sehenswertes
Das in der 2. Hälfte des 18. Jahrhunderts errichtete Graßdorfer Gut prägt das Ortsbild. Am Weg nach Seegeritz befindet sich an der Ecke zum Graßdorfer Weg ein aufwändig gestaltetes Transformatorenhäuschen. Errichtet wurde dieses technische Denkmal um 1910.

## Persönlichkeiten
- George Werner (1682–1758), Architekt und Baumeister
- Carl Wilhelm Otto Koch (1810–1876), Jurist und Politiker